# Wasteland – Verlorenes Land
Wasteland – Verlorenes Land (Originaltitel Pustina) ist eine 8-teilige tschechische Krimi- und Drama-Fernsehserie von 2016. Sie erzählt von den Ermittlungen zum Verschwinden eines Mädchens aus einem tschechischen Dorf, welches einem Kohle-Tagebau weichen soll.

## Handlung
Das ostböhmische Dorf Pustina soll einem Kohle-Tagebau weichen. Die Einwohner sind gespalten: während einige von ihnen das Angebot der Abbaugesellschaft annehmen und ihr Grundstück verkaufen wollen, um woanders eine neue Existenz aufzubauen, geben andere, darunter die Bürgermeisterin Hanka Sikorová, ihre Gemeinde noch nicht auf. In dieser angespannten Lage verschwindet Hankas 14-jährige Tochter Misha plötzlich spurlos. Kripo-Hauptmann Rajner nimmt die Ermittlungen auf, während Hanka auch eigenmächtig nach Misha sucht.
Im Fokus der Ermittlungen steht auch ein nahes Wohnheim für schwer erziehbare Jungen. Zu ihnen gehören Tibor, Anführer einer Clique, und der jüngere Filip, der von der Clique schikaniert und gedemütigt wird, sodass er vorübergehend ausreißt. Auch ihr Erzieher Adam Vasícek wird von Rajner und Hanka befragt. Indes folgt Adam insgeheim seinem Bruder Lukás, der mit Hankas älterer Tochter Klára befreundet ist, und entdeckt, dass Lukás heimlich als Drogenkurier arbeitet. Infolge von Adams Entdeckung wird Lukás von der Polizei verhaftet.
Zunehmend rückt Hankas Ehemann Karel, der von ihr und den gemeinsamen Töchtern wegen seiner psychischen Probleme getrennt lebt, in den Fokus der Ermittlungen, auch weil er für den Zeitraum von Mishas Verschwinden kein Alibi hat. Karel ist ein ehemaliger Gymnasiallehrer und wohnt in einem Wochenendhaus im Wald. Hanka findet heraus, dass er rund um Mishas Verschwinden eine Prostituierte in seinem Auto mitgenommen hat. Mit durch diese Erkenntnis verschlechtert sich das Vertrauensverhältnis zwischen Hanka und Klára einerseits und Karel andererseits.
Als Rajner das Wochenendhaus polizeilich durchsuchen lässt, entdeckt er in einer Sickergrube neben dem Haus Mishas Leiche. Karel wird verhaftet, jedoch bald mangels Beweisen wieder freigelassen. Die Obduktion ergibt, dass Misha wahrscheinlich vergewaltigt wurde. Im Dorf sind viele Einwohner davon überzeugt, dass Karel der Mörder und Vergewaltiger ist, sodass er von ihnen vorverurteilt und schikaniert wird. Rajner erfährt, dass Karel einst als Lehrer die Schule verlassen hat, weil er eine Schülerin sexuell belästigt hatte.
Eines Tages verschwindet die junge Tochter des örtlichen Taxifahrers Pavel Abrhám spurlos, doch Tibor, der mittlerweile volljährig geworden ist und nicht mehr im Heim wohnt, bringt sie kurz darauf zu ihren Eltern zurück. Karel hat Zweifel daran, dass das Kind unbeabsichtigt verschwunden ist, und ermittelt deshalb eigenmächtig in dieser Sache, auch um sein beschädigtes Ansehen zu reparieren. Dabei findet er heraus, dass Tibor von Pavel, der in der Frage des Umgangs mit dem Tagebau in Opposition zu Hanka steht, bezahlt wurde und, dass Tibor kürzlich den Esel entführt und gequält hat, der in dem Kindergarten als Streicheltier lebte, in dem Hanka als Erzieherin arbeitet.
Indes ruft Rajner per Dorffunk alle über 15-jährigen männlichen Dorfbewohner zur Abgabe einer Speichelprobe auf, um diese per Gentest mit den DNS-Spuren zu vergleichen, die an Mishas Leiche gefunden wurden. Von der Polizei unbeobachtet, kontrolliert Karel insgeheim, dass alle aufgeforderten Einwohner an dem Test teilnehmen. Dieser ergibt keine hundertprozentige Übereinstimmung der DNS an Mishas Leiche mit den abgegebenen Proben, jedoch eine teilweise Übereinstimmung mit der Probe des älteren Dorfbewohners Petr Krušina. Dessen unter 15-jähriger Sohn scheidet als Schuldiger jedoch aus, da er für die Tatzeit ein Alibi hat. Während Rajner von unsauberer Arbeit bei der Testdurchführung ausgeht und den Test deshalb wiederholen möchte, findet Karel heraus, dass Petr einen unehelichen, weiteren Sohn hat. Es ist Jakub Masař, jugendlicher Sohn der neuen Bürgermeisterin Markéta Masarová. Eigenmächtig sucht Karel den Jungen in der Wohnung eines befreundeten Jungen auf und droht in Selbstjustiz damit, ihn zur Strafe für Mishas Tötung vom Balkon fallen zu lassen. Doch Rajner und Hanka können Karel davon abhalten, Jakub fallen zu lassen. Dieser gibt anschließend zu, Misha als Folge eines Streits getötet zu haben, der auch von Meinungsverschiedenheiten über das Ansehen ihrer Eltern ausgelöst wurde. Der minderjährige Jakub wird daraufhin in das Erziehungsheim eingewiesen.
Schließlich verlassen Hanka, Klára und die meisten anderen Einwohner das Dorf dauerhaft, während dessen Häuser von der Tagebaugesellschaft zur Vernichtung vorbereitet werden. Karel indes bleibt vorerst in dem Dorf.

## Entstehung & deutsche Fassung
Die Dreharbeiten fanden von November 2015 bis Mai 2016 hauptsächlich in Tschechien und der tschechisch-polnisch-deutschen Grenzregion statt: Komořany u Mostu, Schloss Jezeří, den Gemeinden Hole und Vrbice sowie in Kladno und der Siedlung Kersko. Darunter 10 Drehtage in der Tagebaumine nahe Kadaň.
Die Serie wurde bei der Hermes Synchron in Potsdam nach Dialogbüchern von Stefan Krüger und unter der Dialogregie von Hilke Flickenschildt synchronisiert.
| Figur            | Darsteller       | Deutscher Sprecher | Beschreibung                                                   |
| ---------------- | ---------------- | ------------------ | -------------------------------------------------------------- |
| Hanka Sikorová   | Zuzana Stivínová | Christin Marquitan | Bürgermeisterin, Ehefrau von Karel, Mutter von Klára und Misha |
| Karel Sikora     | Jaroslav Dušek   | Oliver Siebeck     | Ehem. Lehrer, Ehemann von Hanka, Vater von Klára und Misha     |
| Klára Sikorová   | Eliška Křenková  | Lydia Morgenstern  | Tochter von Karel und Hanka, Schwester von Misha               |
| Rajner           | Leoš Noha        | Dietmar Wunder     | Hauptmann bei der Kriminalpolizei                              |
| Lukás Vasícek    | Jan Cina         | Amadeus Strobl     | Bruder von Adam, Sohn von Jitka, Freund von Klára              |
| Adam Vasícek     | Stepan Benoni    | Jacob Weigert      | Bruder von Lukás, Sohn von Jitka, Erzieher im Erziehungsheim   |
| Jitka Vasícková  | Eva Holubová     | Katharina Lopinski | Mutter von Adam und Lukás, Mitglied des Gemeinderats           |
| Markéta Masarová | Petra Špalková   | Vera Teltz         | Konsum-Inhaberin, Mutter von Jakub                             |
| Jakub Masař      | Stepán Matejícka | Heinrich Poloni    | Schüler, Sohn von Markéta                                      |
| Tibor Balog      | Janek Gregor     | Tim Knauer         | Teenager, anfangs im Erziehungsheim                            |
| Filip Paskowski  | Oskar Hes        | Sebastian Fitzner  | Teenager im Erziehungsheim                                     |
| Pavel Abrhám     | Martin Sitta     | Tim Moeseritz      | Taxifahrer                                                     |
| Petr Krušina     | Ivan Krúpa       | Frank Röth         | Tagebau-Arbeiter                                               |

## Veröffentlichung & Rezeption
Die tschechischsprachige Erstausstrahlung erfolgte vom 30. Oktober 2016 bis zum 18. Dezember 2016 in wöchentlichem Rhythmus beim PayTV-Sender HBO Europe. In Deutschland ist Wasteland seit dem 5. Dezember 2019 zum Abruf per VoD bei MagentaTV verfügbar und wurde vom 11. bis 14. November 2020 im MDR ausgestrahlt.
Das deutsche Nachrichtenportal Nordbuzz verglich die Stimmung der Serie mit der der TV-Serie True Detective und lobte die „Mischung, dieses Ambiente aus archaischen, irgendwie abgehängten Landstrichen samt tieftraurigen Bewohnern – und dazu ein verzwickter Kriminalfall.“ Carolin Ströbele charakterisierte die Serie bei Zeit Online als ein „Sittengemälde eines Ortes, der vor der Auslöschung steht“ und äußerte sich lobend darüber, dass man als Zuschauerin die Protagonistinnen gern begleite.
Im Deutschlandfunk Kultur sprach sich der Filmkritiker Jörg Taszman für die Serie als eine der besten Serien aus, die man zurzeit sehen könne.
Die Serie erhielt die folgenden Auszeichnungen:
- Czech Film Critics’ Awards, außerhalb des Kinos 2016: Ivan Zachariáš, Alice Nellis a Štěpán Hulík
- Trilobit Main Award 2017
- Český lev, Beste Drama-TV-Serie 2017